# Abacetus cuneatus
Abacetus cuneatus es una especie de escarabajo terrestre de la subfamilia Pterostichinae.  Fue descrito por Fairmaire en 1887. 